# Add a Friend/Episodenliste
Diese Episodenliste enthält alle Episoden der deutschen Fernsehserie Add a Friend, sortiert nach der deutschen Erstausstrahlung. Die Fernsehserie umfasst  3 Staffeln mit 30 Episoden.

## Übersicht
| Staffel | Episodenanzahl | Erstausstrahlung   | Erstausstrahlung  |
| Staffel | Episodenanzahl | Staffelpremiere    | Staffelfinale     |
| ------- | -------------- | ------------------ | ----------------- |
| 1       | 10             | 19. September 2012 | 14. November 2012 |
| 2       | 10             | 6. Mai 2013        | 8. Juli 2013      |
| 3       | 10             | 6. Oktober 2014    | 8. Dezember 2014  |

## Staffel 1
| Nr. (ges.) | Nr. (St.) | Originaltitel                     | Erstausstrahlung D | Regie        | Drehbuch                           |
| ---------- | --------- | --------------------------------- | ------------------ | ------------ | ---------------------------------- |
| 1          | 1         | Operation Mathilda                | 19. Sep. 2012      | Tobi Baumann | Christian Lyra, Sebastian Wehlings |
| 2          | 2         | Julia Rock                        | 19. Sep. 2012      | Tobi Baumann | Christian Lyra, Sebastian Wehlings |
| 3          | 3         | Spargel für zwei                  | 26. Sep. 2012      | Tobi Baumann | Christian Lyra, Sebastian Wehlings |
| 4          | 4         | Die Kassette                      | 3. Okt. 2012       | Tobi Baumann | Christian Lyra, Sebastian Wehlings |
| 5          | 5         | Der Glücksbringer                 | 10. Okt. 2012      | Tobi Baumann | Christian Lyra, Sebastian Wehlings |
| 6          | 6         | Mallorca Gerd                     | 17. Okt. 2012      | Tobi Baumann | Christian Lyra, Sebastian Wehlings |
| 7          | 7         | Der Abstandstyp                   | 24. Okt. 2012      | Tobi Baumann | Christian Lyra, Sebastian Wehlings |
| 8          | 8         | All in                            | 31. Okt. 2012      | Tobi Baumann | Christian Lyra, Sebastian Wehlings |
| 9          | 9         | Vollidiot schreibt man mit zwei l | 7. Nov. 2012       | Tobi Baumann | Christian Lyra, Sebastian Wehlings |
| 10         | 10        | Kennen Sie diese Frau?            | 14. Nov. 2012      | Tobi Baumann | Christian Lyra, Sebastian Wehlings |

## Staffel 2
| Nr. (ges.) | Nr. (St.) | Originaltitel                       | Erstausstrahlung D | Regie        | Drehbuch                           |
| ---------- | --------- | ----------------------------------- | ------------------ | ------------ | ---------------------------------- |
| 11         | 1         | Alles auf Anfang                    | 6. Mai 2013        | Tobi Baumann | Christian Lyra, Sebastian Wehlings |
| 12         | 2         | New York, New York                  | 13. Mai 2013       | Tobi Baumann | Christian Lyra, Sebastian Wehlings |
| 13         | 3         | Andere Länder, andere Sitten        | 20. Mai 2013       | Tobi Baumann | Christian Lyra, Sebastian Wehlings |
| 14         | 4         | Kings Of Darkness                   | 27. Mai 2013       | Tobi Baumann | Christian Lyra, Sebastian Wehlings |
| 15         | 5         | Scheiße in Dosen                    | 3. Juni 2013       | Ulli Baumann | Christian Lyra, Sebastian Wehlings |
| 16         | 6         | Ich will frei sein! Ich widerstehe! | 10. Juni 2013      | Ulli Baumann | Christian Lyra, Sebastian Wehlings |
| 17         | 7         | Der Franky                          | 17. Juni 2013      | Ulli Baumann | Christian Lyra, Sebastian Wehlings |
| 18         | 8         | Stripper oder Fotograf              | 21. Juni 2013      | Ulli Baumann | Christian Lyra, Sebastian Wehlings |
| 19         | 9         | Posttraumatisches Lecksyndrom       | 1. Juli 2013       | Ulli Baumann | Christian Lyra, Sebastian Wehlings |
| 20         | 10        | Gute Reise                          | 8. Juli 2013       | Ulli Baumann | Christian Lyra, Sebastian Wehlings |

## Staffel 3
| Nr. (ges.) | Nr. (St.) | Originaltitel                   | Erstausstrahlung D | Regie        | Drehbuch                           |
| ---------- | --------- | ------------------------------- | ------------------ | ------------ | ---------------------------------- |
| 21         | 1         | Samba (olé!)                    | 6. Okt. 2014       | Ulli Baumann | Christian Lyra, Sebastian Wehlings |
| 22         | 2         | Fritjes. Frikandel.             | 13. Okt. 2014      | Ulli Baumann | Christian Lyra, Sebastian Wehlings |
| 23         | 3         | Artenzählung                    | 20. Okt. 2014      | Ulli Baumann | Christian Lyra, Sebastian Wehlings |
| 24         | 4         | Wer hat Angst vorm bösen Klaus? | 27. Okt. 2014      | Ulli Baumann | Christian Lyra, Sebastian Wehlings |
| 25         | 5         | Ko-schwanger                    | 3. Nov. 2014       | Ulli Baumann | Christian Lyra, Sebastian Wehlings |
| 26         | 6         | Vetternwirtschaft               | 10. Nov. 2014      | Ulli Baumann | Christian Lyra, Sebastian Wehlings |
| 27         | 7         | Es waren doch die 70er!         | 17. Nov. 2014      | Ulli Baumann | Christian Lyra, Sebastian Wehlings |
| 28         | 8         | Turm der Liebe                  | 24. Nov. 2014      | Ulli Baumann | Christian Lyra, Sebastian Wehlings |
| 29         | 9         | Stein, für Stein, für Stein     | 1. Dez. 2014       | Ulli Baumann | Christian Lyra, Sebastian Wehlings |
| 30         | 10        | Neues Leben, neues Glück        | 8. Dez. 2014       | Ulli Baumann | Christian Lyra, Sebastian Wehlings |